# Seznam kubánských spisovatelů
Seznam kubánských spisovatelů obsahuje přehled některých významných spisovatelů, narozených nebo převážně publikujících na Kubě.

## A
- Reinaldo Arenas (1943–1990), básník, prozaik a dramatik
- Jorge Luis Arzola (* 1966), spisovatel

## C
- Guillermo Cabrera Infante (1929–2005)
- Susana Camino (* 1970)
- Alejo Carpentier (1904–1980), romanopisec a muzikolog

## E
- Abilio Estévez (* 1954), spisovatel

## G
- Fina García Marruz (* 1923), básnířka
- Wendy Guerra (* 1970), spisovatelka

## Ch
- Daína Chaviano, spisovatelka

## L
- José Lezama Lima (1910–1976), spisovatel

## P
- Leonardo Padura (* 1955), spisovatel
- Virgilio Piñera (1912–1979), spisovatel, dramatik, básník, povídkář a esejista

## S
- Yoani Sánchez (* 1975), blogerka
- Ángel Santiesteban-Prats (* 1966), spisovatel
- Karla Suárez (* 1969), spisovatelka

## V
- Zoé Valdés (* 1959), spisovatelka